# Faisan doré
Chrysolophus pictus
Espèce
Statut de conservation UICN

 LC  : Préoccupation mineure
Le Faisan doré (Chrysolophus pictus) est une espèce d'oiseaux de la famille des Phasianidae, de l'ordre des Galliformes. Il est originaire de Chine et a été introduit en Grande-Bretagne, mais ses habitudes de vie dans la nature restent encore assez mal connues.
Le mâle arbore un plumage très coloré, qui en a fait un oiseau fréquent des volières et des zoos.

## Appellations
Le Faisan doré possède plusieurs appellations. En Chine, on l'appelait ken ky, signifiant « poule d'or ». Ce pays d'où il est originaire lui a aussi valu l'appellation de faisan chinois. Buffon l'avait lui nommé Tricolor huppé de la Chine, ou plus simplement Tricolor huppé. Il porte aussi les noms de Faisan tricolor, Faisan peint ou Faisan rouge.

## Description

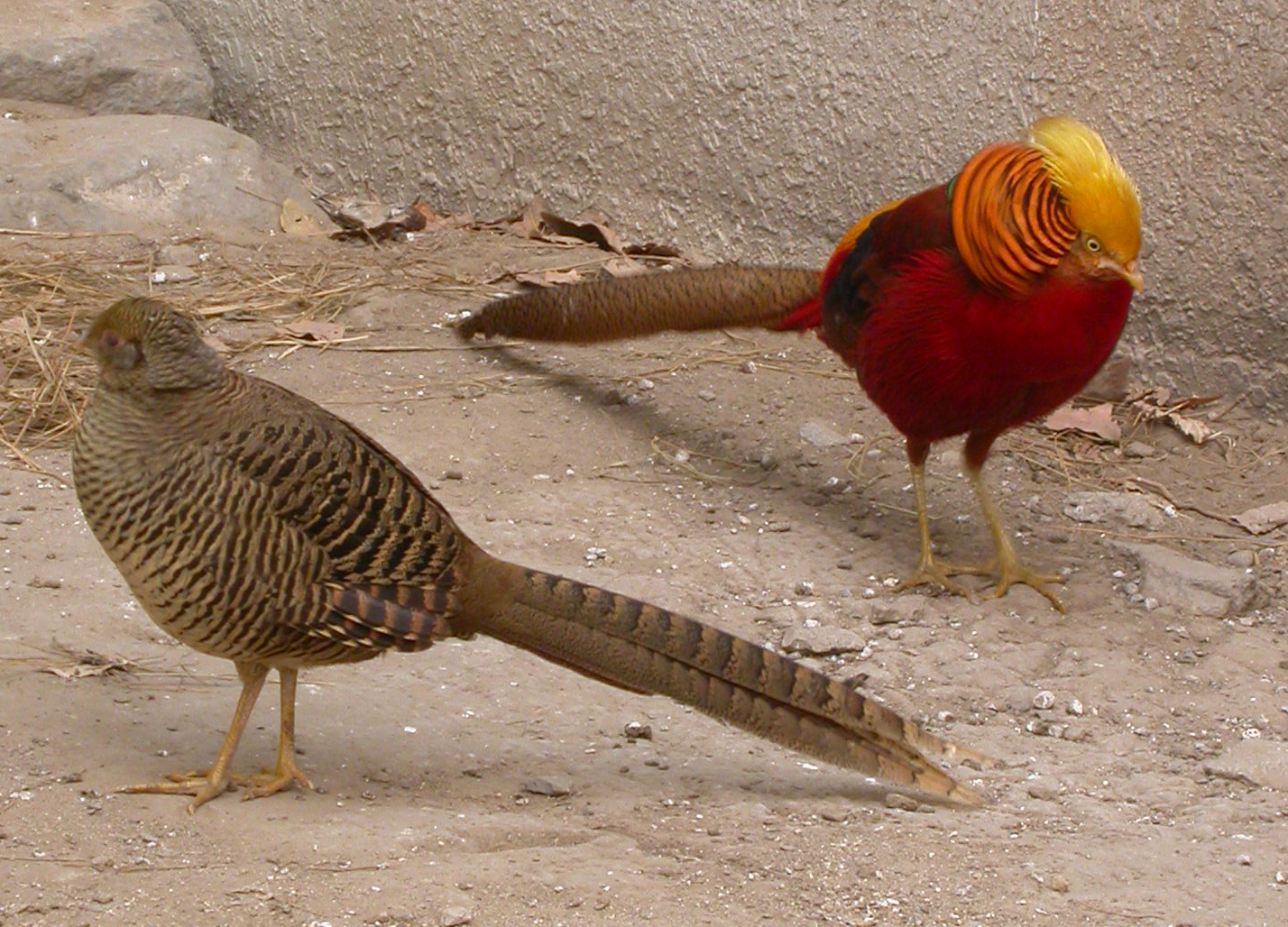
Couple de Faisans dorés.

Le Faisan doré mesure de 80 à 115 cm de long pour le mâle, et de 60 à 70 cm pour la femelle, avec une queue mesurant de 40 à 80 cm. Son envergure est comprise entre 65 et 75 cm et son poids varie de 550 à 900 g.
L'espèce présente un formidable dimorphisme sexuel, le mâle ayant un plumage aux couleurs chatoyantes, alors que la femelle arbore un plumage discret, essentiel pour la couvaison.
Le mâle, avec sa longue huppe aux plumes jaune d'or, a donné son nom vernaculaire à l'espèce. Elle descend jusque sur le haut de la nuque, et sur la collerette orange vif et rayée de noir recouvrant le cou. Il peut ébouriffer ces plumes pour la parade nuptiale, comme le feraient les coqs lors de combats. Le haut du dos est vert émeraude, le reste est jaune vif jusqu'au croupion, ainsi que les plumes de la base de la queue. Le reste de la longue queue est marbré de beige et de noir. L'iris est jaune, ainsi que le bec et les pattes.

La femelle, la poule faisane, a des couleurs bien plus discrètes puisque c'est elle qui s'occupe des nichées. Brune et tachetée, elle ressemble fortement à la femelle Faisan de Colchide, avec des tons davantage rougeâtres sur le dos et une gorge blanchâtre. Les juvéniles sont assez semblables à leurs mères, avec un plumage parsemé de taches rouges.

## Écologie et comportement

### Comportement
Le faisan doré montre un comportement principalement solitaire. 

### Locomotion
Il préfère se déplacer au sol que voler. 

### Chant
Son cri est un tchak métallique. Il chante également, lors de la saison nuptiale, pour attirer les femelles.

### Régime alimentaire
Le Faisan doré est omnivore. En Chine, on sait qu'il trouve sa nourriture dans divers végétaux (feuilles et pousses), notamment de jeunes bambous, ou encore de fleurs de certains rhododendrons. Il mange aussi de petits invertébrés, tels que les insectes ou les araignées. Pour trouver sa nourriture, il descend des sommets où il vit en temps normal. On pense raisonnablement que les individus du Royaume-Uni ont un régime alimentaire similaire, sans en avoir de véritable attestation.

### Reproduction

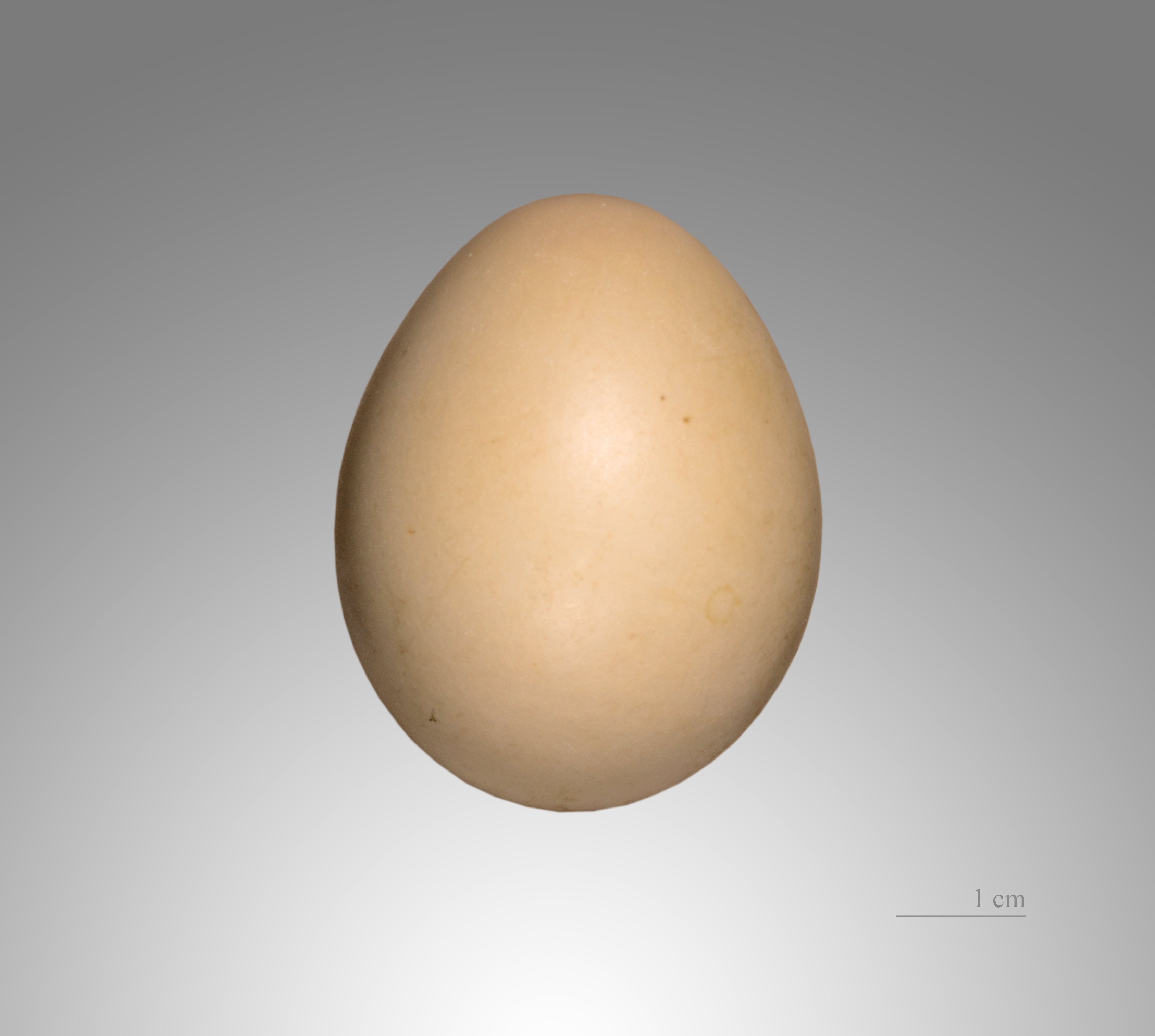
Œuf - Muséum de Toulouse.

Le Faisan doré est solitaire, les couples ne se formant que pour la reproduction, au début du printemps. Le mâle attire une compagne par son chant, puis tente de la séduire par une parade nuptiale, où il exhibe fièrement les plumes de sa collerette et de sa queue.
Le nid est généralement caché dans la végétation. En Chine, par exemple, au milieu de bambous. La femelle y pondra 5 à 12 œufs rougeâtres qu'elle couvera seule durant 22 à 23 jours, sans boire ni manger. Les jeunes savent voler au bout de deux semaines mais ne quitteront leur mère qu'après avoir atteint leur taille adulte, à l'âge de 4 mois. Ils seront sexuellement mûrs au bout d'un an pour les femelles, et deux pour les mâles. Ces derniers devront attendre une année supplémentaire pour revêtir leur plumage d'adulte.
Le Faisan doré peut vivre jusqu'à 15 ans.

## Répartition et habitat

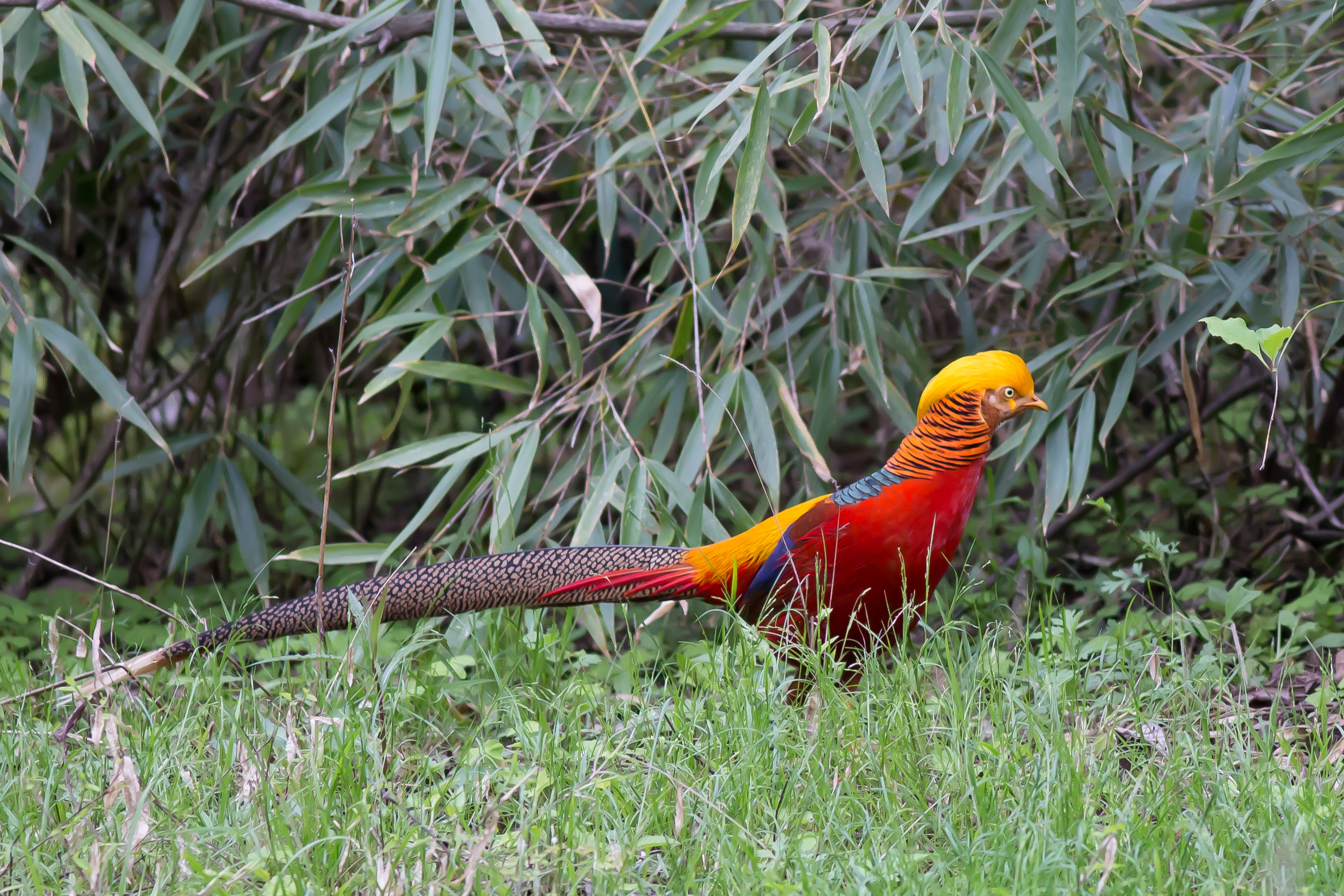
Faisan doré sauvage, réserve naturelle de Tangjiahe, Sichuan, Chine.

## Distribution
Sud-est du Tsinghaï, sud et ouest du Kansou, sud du Chensi, ouest du Houpéi, sud et ouest du Hounan, nord-ouest du Yunnan, Kouétchéou, région de Woutcheou dans l’est du Gouangsi. Introduit en France, Nouvelle-Zélande, Royaume-Uni, surtout dans le sud-ouest de l’Écosse et le sud de l’Angleterre (South Downs, Gloucester).

## Habitat
En hiver il fréquente les zones basses, découvertes le long des fleuves, en bordure de forêts caduques, ou encore les cultures. Au printemps il gagne les forêts caduques de moyenne altitude, de préférence en lisière, et en été il reste dans les forêts mixtes à strate arbustive basse. Différentes analyses réalisées sur plusieurs sites ont démontré la constance de ces exigences. Les faisans dorés vivent à plus basse altitude que le faisan de Lady Amherst ; ils dépassent rarement 1 500 m alors que le second atteint 3 000 m.

## Le Faisan doré et l'homme
Ce faisan est très apprécié des parcs zoologiques, ou des volières du monde entier depuis longtemps déjà puisqu'il a été importé en Angleterre dès 1740.
On a aussi tenté de l'introduire en France dès le XIXe siècle pour le chasser, mais il s'est avéré être un trop petit gibier.

## Comportement non social
Il évolue parfois seul mais vit en groupes le plus clair du temps et constitue des troupes plus importantes en hiver, quand mâles et femelles passent la nuit ensemble dans les arbres et les grands buissons (Madge & McGowan 2002).

## Comportement social
Les bandes se désagrègent au printemps (à partir de fin mars). Les mâles montent à plus haute altitude et se mettent à revendiquer un territoire par l’émission de cris sonores et métalliques. Les femelles deviennent alors plus erratiques, fréquentant plusieurs territoires de mâles et y restant parfois quelques jours.

## Parade nuptiale

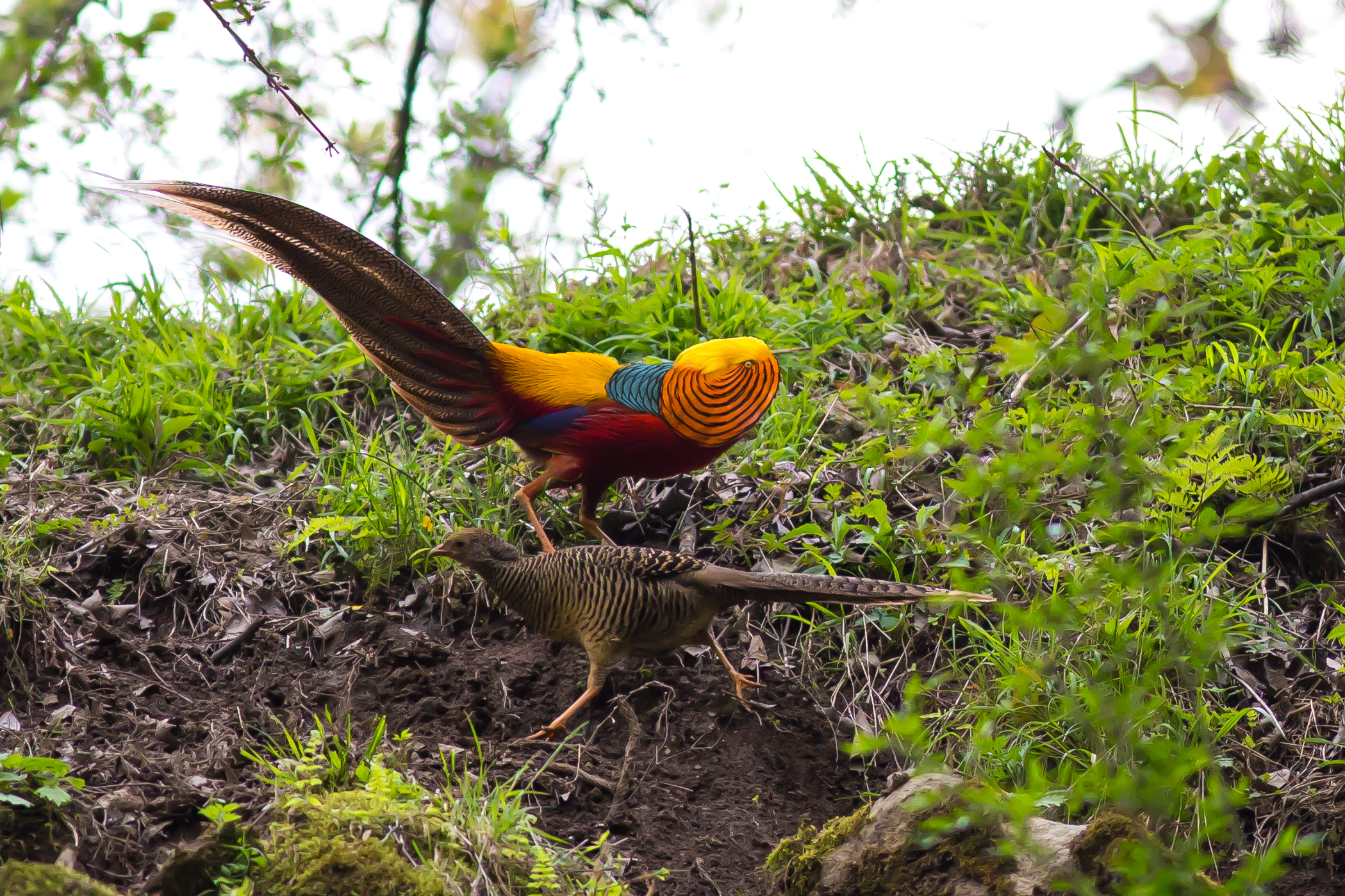
Parade nuptiale.

En parade nuptiale, le mâle, la huppe hérissée, les ailes légèrement abaissées et la queue partiellement ouverte, poursuit la femelle et se place latéralement à elle pour mettre en valeur son croupion doré et surtout lui montrer sa collerette alors largement déployée.
Il peut ouvrir sa collerette entièrement mais, en situation de parade latérale, il déploie souvent seulement la partie située du côté de la femelle. Par ailleurs, il peut aussi orienter sa queue latéralement vers la femelle. Cette démonstration fait habituellement fuir la poule mais il revient aussitôt à la charge et tente de lui couper toute retraite pour exhiber à nouveau sa collerette qu’il fait crisser en la déployant, tout en lançant un sifflement aigu « tsitt-tsitt ».
Si elle s’enfuit à nouveau, il lui emboîte aussitôt le pas, exécute des bonds, fait plusieurs fois le tour d’elle, la harcèle et se pavane devant elle, n’hésitant pas à s’approcher de très près pour lui exposer à nouveau son collier de plumes déployé comme un éventail. Cette exhibition offre alors le spectacle impressionnant de l’œil du mâle, entouré, au-dessus, de la huppe dorée et, au-dessous, des cercles concentriques noirs et jaunes, fixant la poule avec intensité. De temps à autre, le mâle tente de poser une patte sur le dos de la femelle qui peut accepter la copulation en adoptant la position d’invitation à l’accouplement. Plusieurs mâles peuvent se joindre à cette parade, chacun cherchant à attirer l’attention de la femelle en exhibant sa collerette et ses autres attributs colorés. En parade d’intimidation, deux mâles marchent nerveusement côte à côte, dévoilent leur croupion doré et se défient mutuellement en exhibant leur collerette entièrement ouverte ou seulement du côté du rival. Cette attitude provocante peut dégénérer en combat qui consiste en sauts, face à face, le corps à la verticale, tout en essayant d’asséner des coups de griffes et d’ergots à l’adversaire.

## Nidification
Wu (1994), lors d’une étude de terrain dans la Kuan Kuo Shi Nature Reserve, dans la province du Koueitchéou (centre-sud de la Chine), rapporte la découverte de 11 nids dont la ponte varie de cinq à sept œufs couvés par les femelles seules pendant 23 jours. Les mâles étaient habituellement appariés à deux femelles.
Liang et al. (2002), dans une intéressante étude par radio-émetteurs, dans la réserve de Kuankuoshui (province de Guizhou), ont montré que les femelles quittaient très peu leur nid durant les 23 jours d’incubation ; une seule fois pour deux des femelles marquées. Les femelles couvant n’étaient pas du tout farouches ; les auteurs citent même le cas de poules qu’ils ont touchées durant la couvaison, sans que celles-ci ne s’envolent ou quittent même le nid, et qu’il fallait déplacer à la main puis remettre dans le nid à fin de vérification des œufs. Aucun mâle ne se trouvait dans le voisinage immédiat du nid.

## Dénomination, historique
Linné l’avait décrit en 1758 sous le nom scientifique « Phasianus pictus » (faisan peint) mais son introduction en Europe remonte à une période plus ancienne, vers 1740 en Angleterre, car Albin dans son « Natural History of Birds » mentionne que plusieurs sujets, dont le nom était alors faisan rouge, étaient détenus en captivité. Buffon, dans son Histoire Naturelle des Oiseaux (1770-1783), le nomme « Faisan doré ou Tricolor huppé de la Chine ». Il le dit très commun dans les faisanderies de l’époque. On retrouve une description, faite d’après des fresques égyptiennes, dans les écrits de l’historien grec Hérodote (484-420 av. J.C.) mais les Chinois le connaissaient et l’élevaient comme oiseau d’ornement depuis bien plus longtemps. En outre, les faisans dorés ont abondamment alimenté l’art, la peinture et la littérature en Chine depuis des siècles.
Georges Cuvier (1769-1832) estimait que la description du phénix que l'on trouve chez Pline l'Ancien (23-79 ; Histoire naturelle, livre X, 3) était probablement celle d’un Faisan doré.

### Sous-espèces
D'après la classification de référence (version 5.2, 2015) du Congrès ornithologique international, cette espèce est monotypique (non divisée en sous-espèces).

### Hybridation

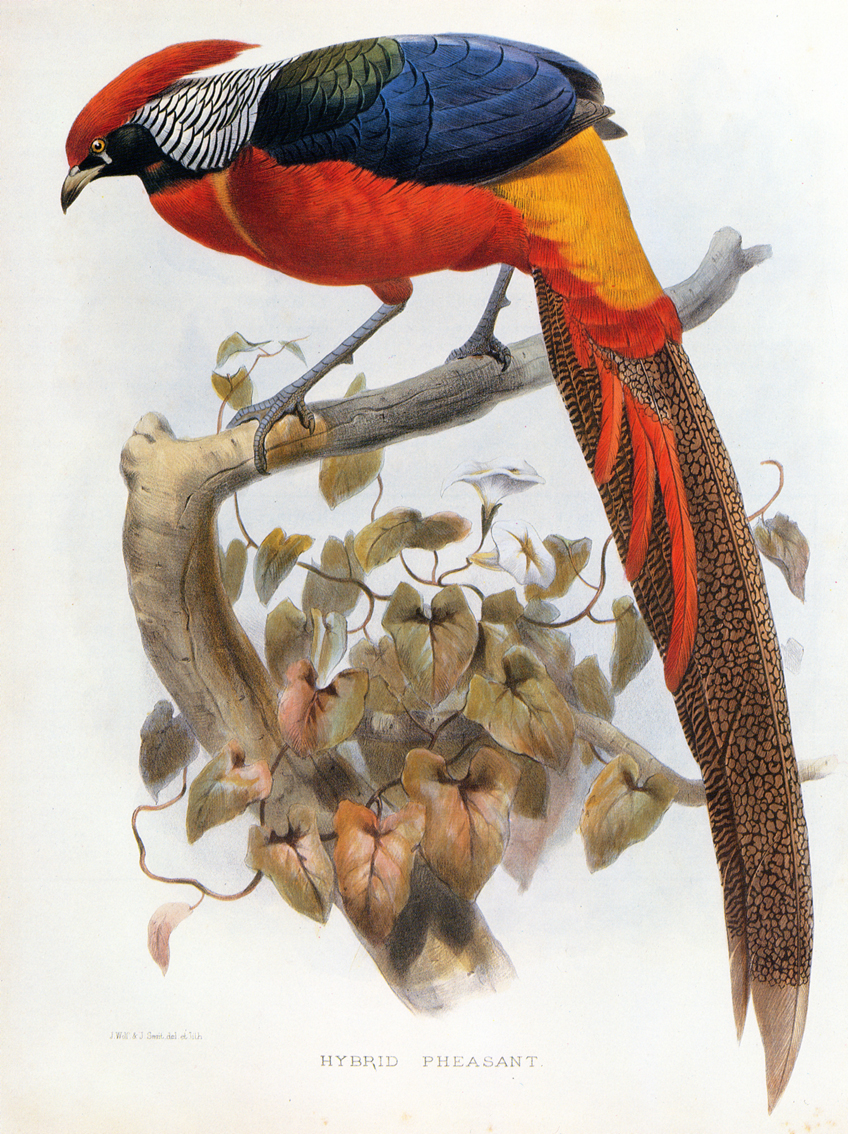
Faisan hybride Chrysolophus pictus × C. amherstiae, lithographie extraite de A Monograph of the Phasianidae de Daniel Giraud Elliot.

Le Faisan doré est très proche du Faisan de Lady Amherst (Chrysolophus amherstiae), avec lequel il peut s'hybrider, produisant des jeunes fertiles et colorés.

## Statut, conservation
Le faisan doré est considéré comme globalement non menacé (Birdlife 2004) et même franchement commun dans les habitats favorables. Fuller et Garson (2000) le qualifient de « bientôt menacé ». Madge & McGowan (2002) évaluent la population à quelques centaines de milliers d’oiseaux répartis en de nombreuses localités mais en déclin.
Selon des informations de terrain, la menace principale vient de la dégradation de son habitat boisé et buissonneux. Ainsi, les broussailles et les fourrés, où vivent les faisans dorés, sont régulièrement exploités par la population locale pour le bois de chauffage et de cuisine.

## Histoire
Sous le troisième Reich allemand, l'expression "faisans dorés" désignait ironiquement les Gauleiters et fonctionnaires du parti nazi, à cause de la couleur de leur uniforme et des dorures de leurs décorations.